# Graue Ackerschnecke
Die Graue Ackerschnecke (Deroceras agreste, Syn.: Agriolimax agrestis), auch Einfarbige Ackerschnecke genannt, ist eine relativ kleine Nacktschneckenart. In Mitteleuropa ist diese Schneckenart relativ selten.

## Merkmale
Die Graue Ackerschnecke ist nicht immer grau gefärbt, sondern tritt auch in verschiedenen Färbungen von Hellgrau über gelblich bis Dunkelbraun auf, aber immer ohne Farbpunkte. Es wurde deshalb auch der Name Einfarbige Ackerschnecke vorgeschlagen. Auch dieser deutschsprachige Name ist nicht für alle Exemplare zutreffend, da es verschiedene streifenartige Verfärbungen innerhalb der Grundfarbe geben kann. Sie wird 3–4 cm lang.
Die Graue Ackerschnecke ist Zwischenwirt für den Dachs-Lungenwurm Aelurostrongylus falciformis.

## Systematik
Die Ackerschnecken bilden eine Familie innerhalb der Nacktschnecken, die hauptsächlich aus der Gattung Deroceras mit zahlreichen Untergattungen besteht. Die Graue Ackerschnecke wird in die Untergattung Chorolimax gestellt. Diese Systematik ist jedoch derzeit noch Gegenstand weiterer Untersuchungen. Äußerlich ist die Graue Ackerschnecke nur schwer von anderen Deroceras-Arten zu unterscheiden.